# Lake Sheila
Der Lake Sheila ist der größte See auf der Insel Stewart Island/Rakiura, die zum Southland District der Region Southland von Neuseeland gehört.

## Geographie
Der Lake Sheila befindet sich in einem Feuchtgebiet in der Ruggedy Flat im nördlichen Teil der Insel, rund 8,1 km östlich der Westküste und rund 13,5 km südlich der Nordküste. Der See erstreckt sich über eine Länge von rund 765 m in Westnordwest-Ostsüdost-Richtung und misst an seiner breitesten Stelle rund 370 m in Nordnordost-Südsüdwest-Richtung. Bei einer Flächenausdehnung von rund 14,5 Hektar bemisst sich sein Seeumfang auf rund 2,27 km.
Der See besitzt einige wenige kleine Zuläufe aus westlicher Richtung, von denen einer von den rund 1,3 km westnordwestlich befindlichen Double Lakes kommt. Einen signifikanten Ablauf besitzt der See nicht.